# Josef Achammer
Josef Achammer (* 31. August 1762 in Sillian; † 4. Jänner 1810 ebenda) war Tiroler Freiheitskämpfer und Schützenhauptmann von Sillian.

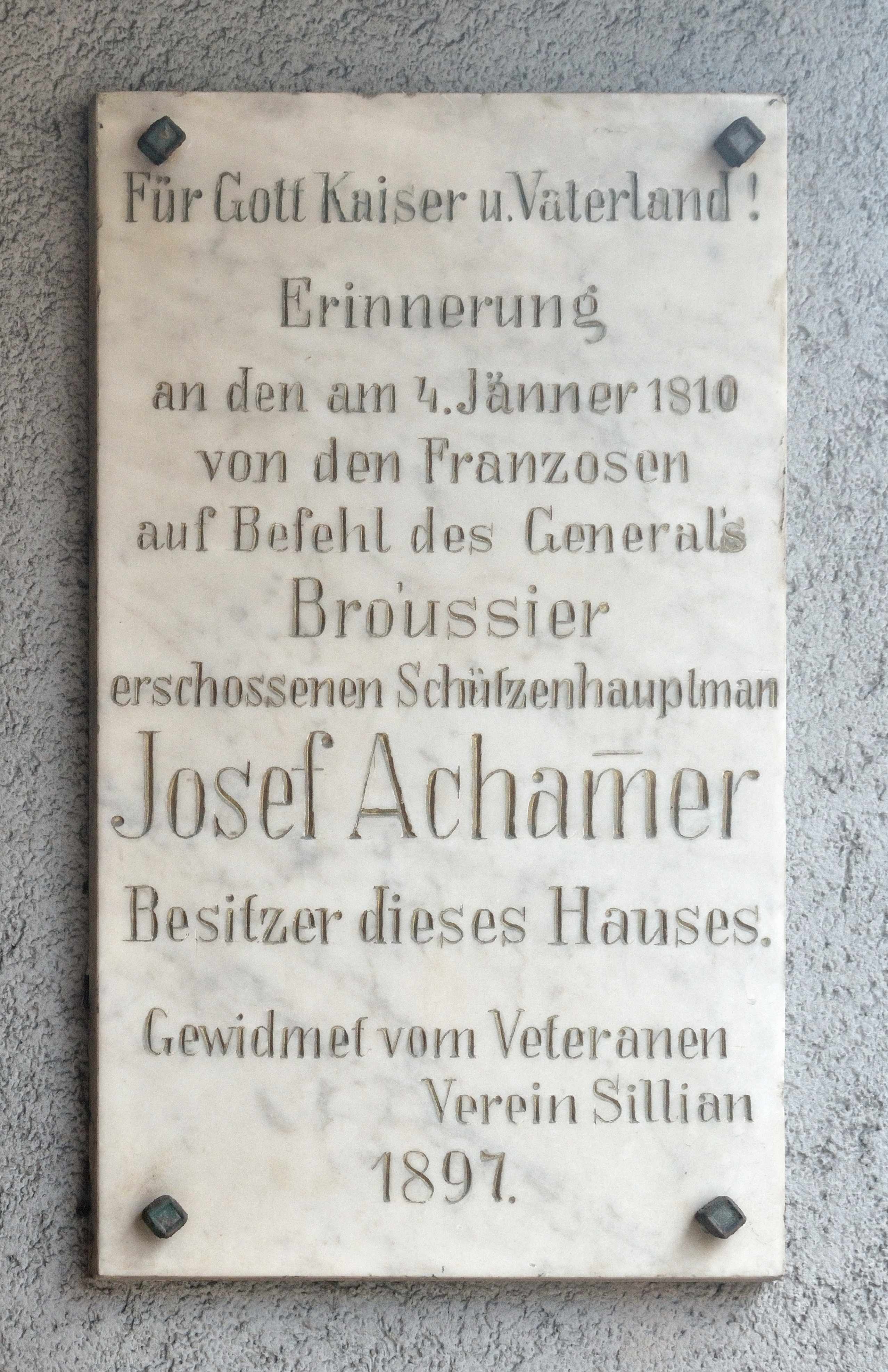

## Leben und Wirken
Der Färbermeister Josef Achammer war an der Organisation des Widerstandes der Tiroler gegen die französische Fremdherrschaft (Napoleon) 1809 maßgeblich beteiligt. Er war Hauptmann der 2. Sillianer Schützenkompanie. Dieser gehörten hauptsächlich Landstürmer aus Sexten an.
Das österreichische Militär hatte die Tiroler verlassen und somit waren sie bald auf sich alleine gestellt. Anfang August drangen französischen Truppen unter General Rusca von Kärnten her in Tirol ein und versuchten, ins Zentrum des Landes zu gelangen. Am 8. August 1809 wurde die Lienzer Klause von den Schützenkommandanten Anton Steger, Georg Hauger und Adam Weber, sowie Josef Achammer und Markus Hibler, die mit den Sextner Landstürmern gerade noch rechtzeitig vor der schwer bedrohten Klause erschienen, gegen eine zwanzigfache Übermacht von Franzosen und Italienern verteidigt. General Rusca blieb somit der Zutritt ins Pustertal verwehrt und war dadurch zum Rückzug gezwungen. Andreas Hofer musste nun keinen Angriff mehr fürchten und konnte sich auf die dritte Bergiselschlacht (13. August) vorbereiten.
Am 2. oder 3. Jänner 1810 wurde Achammer von den Franzosen verhaftet, vor ein Kriegsgericht gestellt und zum Tode verurteilt. Seine Frau eilte in das Quartier des französischen Oberkommandierenden General Broussier, das sich vermutlich in Schloss Welsberg befand, um für ihren Gatten um Gnade zu bitten. Broussier soll ihr die Begnadigung zugesagt haben. Dies war allerdings eine Lüge. Noch während sich die Frau des Verurteilten am Ort des Kriegsgerichts befand, sandte der General einen Kurier nach Sillian. Dieser überbrachte den Befehl, Achammer sofort zu erschießen. Das Urteil wurde am 4. Jänner im Hof des Landgerichts Sillian vollstreckt. Achammers Leiche wurde außerhalb des Marktes Sillian für 48 Stunden aufgehängt. Achammer war bereits tot, als seine Frau aus Welsberg zurückkehrte.
Zur Erinnerung an die Ereignisse und die Persönlichkeit wurden neben der Pfarrkirche Maria Himmelfahrt in der Marktgemeinde Sillian die Achammer Gedenktafel und das Achammer Kreuz errichtet, an dem traditionell die Palmweihe stattfindet.

## Nachkommen
Am 14. Februar 1797 vermählte er sich mit Anna Strasser (Strasserin). Aus dieser Ehe gingen folgende Kinder hervor:
- Josef (* 14. Dezember 1797)
- Johann Nepomuk (* 10. März 1799, starb vermutlich bald nach der Geburt)
- Johann Nepomuk (* 13. Juli 1800)
- Michael (* 8. März 1802, † 6. Juni 1804)
- Peter Franz (* 26. November 1803, † 16. Februar 1804)
- Peter Thomas (* 16. Dezember 1804)
- Franz Johann (* 24. November 1806)
- Anna (* 23. September 1808, † 1809)
- Maria (* 12. Juni 1810, † 17. November 1810)